# Tres Cruces (Argentinië)
Tres Cruces is een plaats in het Argentijnse bestuurlijke gebied Humahuaca in de provincie Jujuy. De plaats telt 456 inwoners.